# Dawn Ellerbe
Dawn Ellerbe (* 3. April 1974 in Islip, New York) ist eine ehemalige US-amerikanische Hammerwerferin.
1999 siegte sie bei den Panamerikanischen Spielen in Winnipeg und wurde Zehnte bei den Weltmeisterschaften in Sevilla.
Bei den Olympischen Spielen 2000 in Sydney wurde sie Siebte, und bei den Weltmeisterschaften 2001 in Edmonton schied sie in der Qualifikation aus.
2003 wurde sie Fünfte bei den Panamerikanischen Spielen in Santo Domingo und scheiterte bei den Weltmeisterschaften in Paris/Saint-Denis in der Vorrunde.
Je sechsmal wurde sie US-Meisterin im Hammerwurf (1995–1997, 1999–2001) und US-Hallenmeisterin im Gewichtweitwurf (1996–2001). Für die University of South Carolina startend holte sie 1996 und 1997 die NCAA-Titel im Hammerwurf und für den Gewichtweitwurf in der Halle.

## Persönliche Bestleistungen
- Kugelstoßen: 16,70 m, 5. Juni 1997, Bloomington
  - Halle: 16,83 m, 13. Februar 1998, New York City
- Diskuswurf: 59,56 m, 14. April 2000, Claremont
- Hammerwurf: 70,62 m, 28. April 2001, Philadelphia
- Gewichtweitwurf (Halle): 23,60 m, 4. März 2000, Atlanta